# Zrádci (pořad)
Zrádci  jsou česká televizní soutěžní hra s prvky reality show založená na nizozemském formátu De Verraders a vysílaná od roku 2024 na TV Prima. Natáčela se na hradě Křivoklát. Show moderuje Vojtěch Kotek. Premiéru měla 15. září 2024 na Prima+ a 22. září 2024 na TV Prima. Česká verze pořadu se vysílá i na Slovensku na TV JOJ.

## Pravidla
Skupina hráčů se vydala na hrad Křivoklát, aby se stala součástí hry na život a na smrt. Jako „Věrní“ se snaží odhalit „Zrádce“, tři soutěžící vybrané první den moderátorem, jejichž cílem je eliminovat věrné a získat výhru pro sebe.
Zrádci se každou noc schází při „konkláve“ a rozhodují o věrném soutěžícím kterého „zavraždí“. Tato osoba okamžitě opouští hru. Zbývající věrní se o vyřazení dozví až následující den. 
Všichni společně se během dne účastní misí s cílem vyhrát peníze do celkové výhry. V průběhu mise je možné získat štít, který uděluje hráči imunitu proti zavraždění, ale ne proti hlasování o „vyhnanství“. Pokus o vraždu na držitele štítu bude mít za následek, že žádný hráč nebude zavražděn. Platnost nevyužitého štítu vyprší a nelze jej přenést do dalšího dne.
Na konci každého dne se všichni hráči účastní „kulatého stolu“ a hlasují pro hráče, který má být poslán do vyhnanství. Každý hlasuje soukromě. Osoba, která získala nejvíce hlasů, je vyloučena ze hry a musí prozradit svou příslušnost.
Pokud během hry klesne počet zbývajících Zrádců na dva, můžou namísto spáchání vraždy naverbovat Věrného. Věrný má možnost odmítnout. Pokud během hry klesne počet zbývajících Zrádců na jednoho, může místo spáchání vraždy Věrného vydírat. Odmítnutí vydírání vede k okamžitému zavraždění. Pokud Věrný přijme jakoukoliv nabídku, stává se od tohoto bodu Zrádcem.
Při finálovém kulatém stole hlasují zbývající hráči, zda hru ukončit. Pro ukončení hry je nutná úplná shoda. Pokud existuje byť jen jeden jediný hlas pro pokračování, je okamžitě provedeno další hlasování o vyhnanství před opakováním hlasování o ukončení hry se zbývajícími hráči. Když dojde k jednomyslnému hlasování o ukončení hry nebo když zbývají pouze dva hráči, zbývající hráči prozradí, zda jsou Věrní, nebo Zrádci. Pokud ve finální skupině zůstanou pouze Věrní, rozdělí si celkovou výhru mezi sebe. Pokud mezi nimi zůstane byť jen jediný Zrádce, celou výhru získá pro sebe, nebo se rozdělí se zbylými Zrádci.

## Produkce
Show byla poprvé potvrzena vyhlášením castingu od 30. prosince 2023. Pořad produkuje společnost FilmBrigade. První řada byla natočena v dubnu roku 2024 na hradě Křivoklát ve Středočeském kraji.
Moderátorem je herec Vojtěch Kotek a první díl se vysílal v září 2024. Hlavním režisérem je Markus Krug a řada má 12 dílů. Druhá řada byla definitivně potvrzena v podcastu „Kdo odchází jako skutečný vítěz a kdo věřil nesprávnému?“ moderátora Vojtěcha Kotka.

## Mezinárodní verze
První verze pořadu vznikla roku 2021 v Nizozemsku pod názvem De Verraders. Do příštího roku následovaly verze v těchto zemích: Spojené království, Belgie, Francie, Norsko, Austrálie a Rusko. Roku 2023 se pořad rozšířil do těchto zemí: USA, Kanada, Německo, Dánsko, Finsko, Švédsko, Maďarsko, Španělsko, Portugalsko, Řecko a Nový Zéland. Roku 2024 dorazil pořad do těchto zemí: Česko, Polsko a Izrael. Další rok se plánuje rozšíření do Itálie a Irska.

## Přehled řad
| Řada | Díly | Premiéra v ČR | Premiéra v ČR      | Vítěz          | Lokace         |
| Řada | Díly | První díl     | Poslední díl       | Vítěz          | Lokace         |
| ---- | ---- | ------------- | ------------------ | -------------- | -------------- |
| 1    | 12   | 22. září 2024 | 8. prosince 2024   | Nicole Šáchová | Hrad Křivoklát |
| 2    | 12   | 14. září 2025 | 30. listopadu 2025 | bude oznámeno  | Hrad Křivoklát |

## Výhody a zvraty ve hře (za všechny série)
ZVRATY
- Seznam smrti - Zrádci, v noci nikoho nezavraždí, ale místo toho vyberou určitý počet lidí, který bude na Seznamu smrti, na další noc jednoho z nich vyberou a zavraždí.

VÝHODY
- Štít - Pokud někdo získá štít, bude na jednu noc ochráněn před vraždou.